# Trolejbusová doprava v Brašově

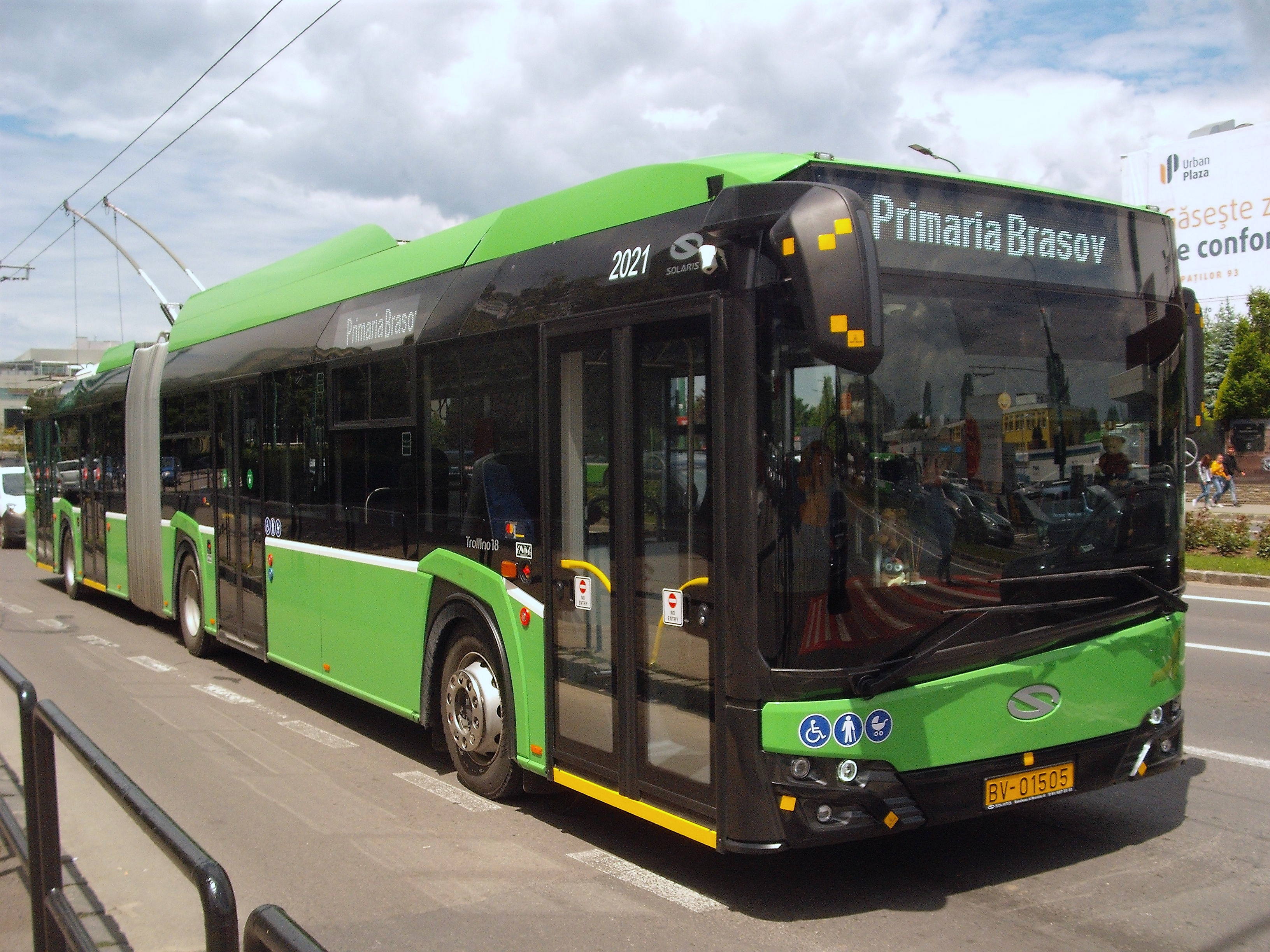
Trolejbus Solaris Trollino 18 v Brašově (2021)

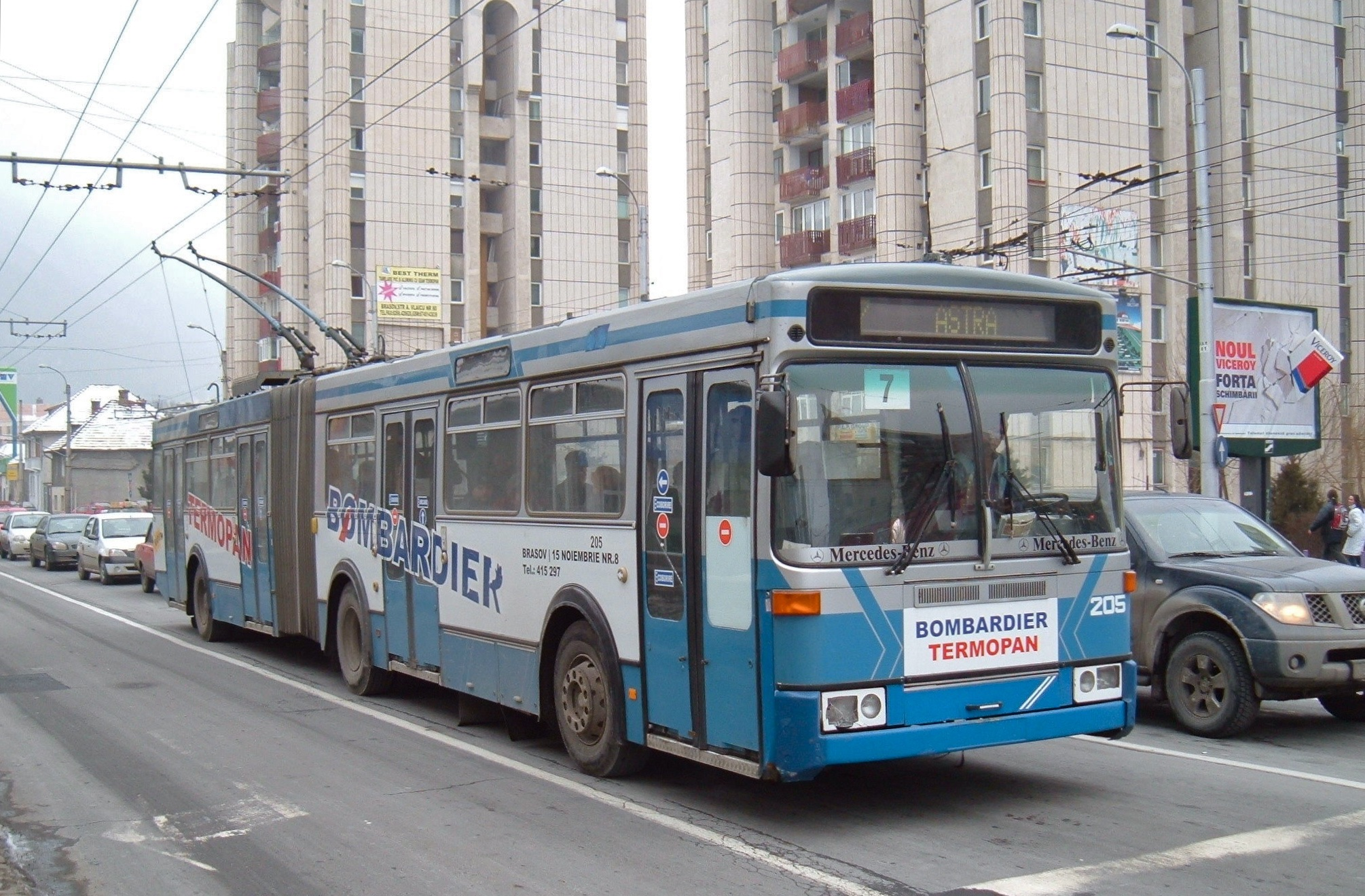
Brašovský trolejbus Vetter původem z Lugana (2006)

V rumunském městě Brašově je v provozu menší síť trolejbusové dopravy.
Trolejbusy se v Brašově poprvé objevily v době zániku místních tramvají, první vozidla elektrické nekolejové trakce se po městě rozjela 1. května 1959. Síť, na které jezdily především trolejbusy rumunské výroby, se postupně rozšiřovala. V posledních letech ovšem dochází k omezování místních trolejbusů, což je důsledek negativního přístupu města k dražší elektrické trakci. V roce 2006 byl ukončen provoz na jediné tramvajové lince, která byla v 80. letech 20. století obnovena. Tu sice nahradila trolejbusová linka, ve stejné době však došlo k spojení dvou trolejbusových linek do jedné, na níž jezdí již pouze autobusy. V současnosti je tak v provozu na přibližně 28 km tratí šest trolejbusových linek jezdících pouze v pracovní dny, jejichž osud zatím není příliš jasný. Vozový park tvoří zhruba 75 trolejbusů. Vozy jsou především domácí výroby značky Rocar (standardní i článkové) a dále i ojeté trolejbusy převzaté ze západní Evropy (z Bernu, Innsbrucku, Basileje aj.).